# Fortuna Redux
Fortuna Redux (en català 'la Fortuna que fa tornar') era un dels atributs de la deessa Fortuna que protegia el retorn d'un viatge perillós. Se la representava amb una cornucòpia, atribut de Fortuna, i amb elements específics de la seva funció: un rem o un timó i de vegades amb una bola del món.

## Origen
El culte a Fortuna Redux es va introduir a la religió romana l'any 19 aC, quan es va crear una nova festivitat que es celebrava el 12 d'octubre per commemorar el retorn d'August a Roma des de l'Àsia menor. Cada any, se l'hi oferien sacrificis per part dels pontífexs i de les vestals, en un altar que tenia dedicat (Ara Fortunae Reducis). Després de la mort d'August, el festival anual es va convertir en l'Augustàlia, celebrat en el seu honor, cosa que va iniciar un desenvolupament important del que després seria el Culte imperial.

## Culte
L'altar de Fortuna Redux va ser inaugurat el 12 d'octubre i dedicat el 15 de desembre. Probablement es trobava al costat al Temple de l'Honor i la Virtut prop de la Porta Capena. L'altar està representat en diverses monedes, i sembla que era «relativament modest». El temple molt probablement es trobava al vessant del turó del Capitoli amb vistes a la Porta Triumphalis. S'ha identificat amb un temple que es pot veure a l'Arc de Marc Aureli i que representa una cerimònia d'arribada (adventus). El temple de la imatge porta els símbols de la Fortuna i està situat al frontó, amb un disseny al tetràstil i al pròstil d'ordre corinti. Domicià va construir un temple per a la deessa, després d'un retorn triomfal de la guerra a Germània l'any 93.
El culte a Fortuna Redux es va difondre per tot l'Imperi Romà d'Occident, venerant-la com a deessa tutelar del retorn segur de l'emperador a la ciutat quan viatjava a l'estranger, un fet que va consolidar la ciutat de Roma com el centre del món imperial. A Cirta (Numídia), es conserva una inscripció d'un oficial local dedicada a Fortuna Redux Augusta, que amb l'epítet d'Augusta remarcava la relació de la deessa amb el culte imperial. Va ser la manifestació més comuna de la Fortuna representada a les monedes imperials. L'any 211, per exemple, es van encunyar monedes amb la imatge de Fortuna Redux per commemorar el retorn de Caracal·la i Geta de Britànnia. També apareix a les monedes que van emetre Septimi Sever, Gal·liè i altres emperadors.
També es va reverenciar a Júpiter amb l'epítet de Redux.